# 卡米亞納戈拉 (科羅斯堅區)

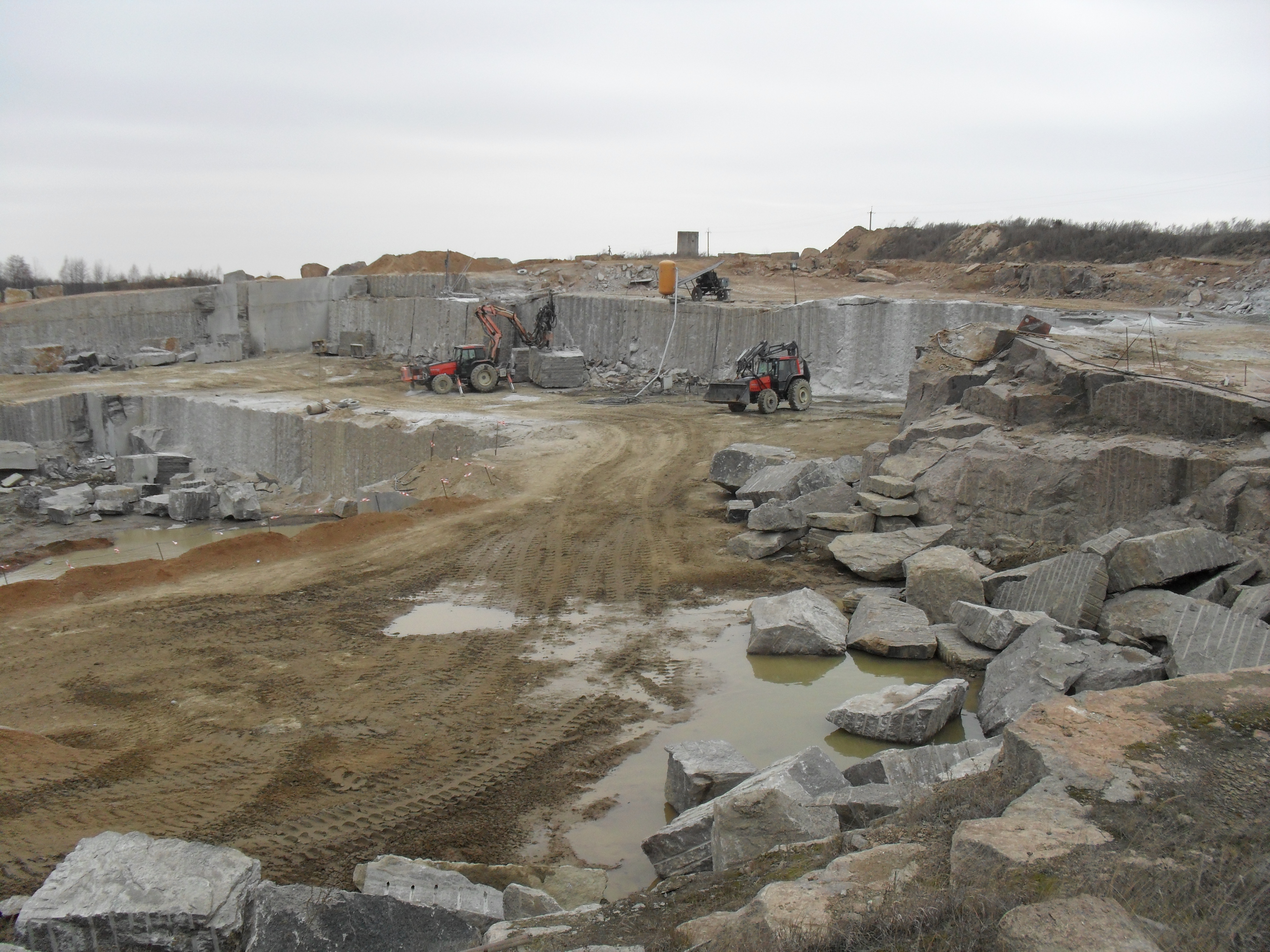

卡米亞納戈拉（烏克蘭語：Кам'яна Гора），是烏克蘭的村落，位於該國北部日托米爾州，由科羅斯堅區負責管轄，始建於1883年，面積0.99平方公里，海拔高度212米，2001年人口110，人口密度每平方公里111.45人。
50°46′31″N 28°13′59″E / 50.77528°N 28.23306°E